# 대한민국 민사소송법 제9조
대한민국 민사소송법 제9조는 어음·수표 지급지의 특별재판적에 대한 민사소송법조문이다.

## 조문
제9조(어음·수표 지급지의 특별재판적) 어음·수표에 관한 소를 제기하는 경우에는 지급지의 법원에 제기할 수 있다.

## 참조조문
제31조(전속관할에 따른 제외) 전속관할(專屬管轄)이 정하여진 소에는 제2조, 제7조 내지 제25조, 제29조 및 제30조의 규정을 적용하지 아니한다.

민사소송법 제31조

어음법 제1조

어음법 제75조

수표법 제1조

## 비교조문
일본 민사소송법 제5조(재산권상의 소송에 대한 관할) 다음 각호에 열거한 소송은, 각각 당해 각호에 정해진 지역을 관할하는 재판소에 제기할 수 있다.
二. 어음 또는 수표에 관한 금전 지급의 청구를 목적으로 하는 소송: 어음 또는 수표의 지급지

## 같이 보기
- 어음법
- 수표법